# Domingos Vieira
Domingos Vieira (ativo entre 1627 e 1678), nasceu em data indeterminada, e faleceu, provavelmente em 1678, ano em que foi substituído na pintura régia por Bento Coelho da Silveira. É igualmente conhecido como «Vieira, o Escuro».
Os seus retratos demonstram grande poder na apresentação psicológica dos seus retratados, traduzindo a restrição e os valores austeros da aristocracia portuguesa do século XVII.
Pintou várias igrejas, mas teve um sério problema com a Inquisição, quando da execução da obra na Capela de Nossa Senhora do Rosário, na freguesia do Monte da Caparica. Nela, fez um retábulo com as figuras da Senhora da Conceição, junto com São Tomás, e, de maneira infeliz, colocou letreiros que saiam da boca dos personagens, como legendas de um diálogo. Feita a admoestação tanto ao pintor quanto ao vigário, as letras foram raspadas e o retábulo restaurado.
O que o destaca de seus contemporâneos é o fato de que esteve algum tempo em Espanha, quando tomou contato com a obra de El Greco, já então falecido. Sua pintura sofreu influência do grande pintor espanhol, diferenciando-o de outros artistas portugueses dessa época.

Segundo a crítica, Domingos Vieira, o Escuro, é «a mais forte personalidade da pintura portuguesa do Século XVII».

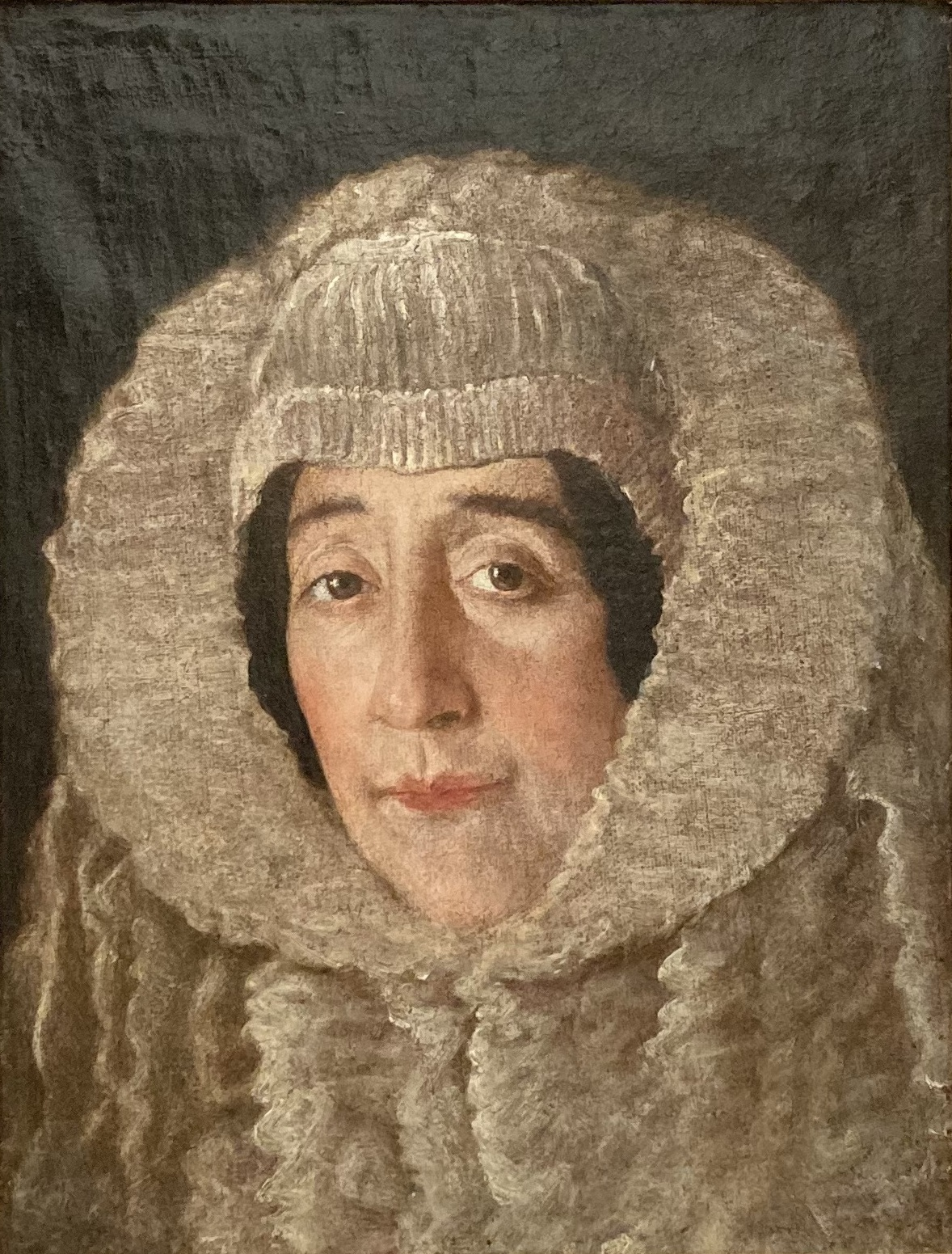
Retrato de D. Isabel de Moura, 1630–1640. Óleo sobre tela. Museu Nacional de Arte Antiga, Lisboa.